# استفانو پینهو
استفانو پینهو (انگلیسی: Stefano Pinho؛ زادهٔ ۱۲ ژانویهٔ ۱۹۹۱) بازیکن فوتبال اهل برزیل است.
از باشگاه‌هایی که در آن بازی کرده‌است می‌توان به باشگاه فوتبال اورلاندو سیتی، باشگاه فوتبال فلومیننزه، و باشگاه فوتبال میپا اشاره کرد.